# Бари
Вижте пояснителната страница за други значения на Бари.
Ба̀ри (на италиански: Bari) е община в Италия, столица на регион Пулия и административен център на едноименна провинция.Едно от най-важните за икономиката на Италия пристанища, свързващо я с портовете на Адриатическо, Йонийско море и Средиземно море. 
Населението на града е 323 370 жители, по данни от 31 декември 2017 г.

## Икономика
Бари е вторият по значение икономически център в Южна Италия след Неапол, въпреки че няма големи промишлени предприятия. В основата на икономиката на града са търговията, транспортът и туризмът. Регионът Апулия е най-големият производител на селскостопански стоки в Италия (основно зехтин и вино). Добре развита е и риболовната индустрия.
В града има и голямо международно летище, носещо светското име на папа Йоан Павел II – „Карол Войтила“.

## Спорт
Представителният футболен клуб на града се казва АС Бари, като отборът е сред най-успешните в Южна Италия с 28 сезона в елитната Серия А.

## Личности, свързани с Бари

### Родени
- 28 април 1961 – Анна Окса, италианска певица

## Забележителности
Основните забележителности в Бари се намират в историческия център на града:
- Норманският замък „Свево“, строен през първата половина на 12 век.
- Катедралата „Свети Сабин“ в романски стил.
- Църквата „Свети Николай“, в чиято крипта се пазят мощи на св. Николай Чудотворец, смятан за покровител на Бари.
- Уличките на стария град.
- Крайбрежната алея, една от най-дългите в Италия.

## Роден
- Лиция Албанезе, сопран
- Тиаго Алкантара До Насименто, футболист
- Марио Нуцолезе, журналист
- Франческо Роси, (1650-1725) оперен композитор
- Джовани Латерца, редактор
- Гуидо Марзули, художник
- Джанрико Карофилио, автор
- Марко Мишаня, виолист и цигулар